# جوزيف-إرنست غريغوار
جوزيف-إرنست غريغوار هو محامي وسياسي كندي، ولد في 31 يوليو 1886 في ديزرائيلي في كندا، وتوفي في 17 سبتمبر 1980 في مدينة كيبك في كندا. نشط حزبياً في Action libérale nationale ‏. وقد انتخب عمدة مدينة كيبك ‏ (1 مارس 1934 – 21 فبراير 1938) وانتخب عضو الجمعية الوطنية في كيبك ‏.